# Hypomma
Hypomma és un gènere d'aranyes araneomorfes de la subfamília Erigoninae, dins de la família Linyphiidae.
Fou descrit per primera vegada per David B. Hirst l'any 1886.

## Distribució
Es pot trobar a Euràsia, Amèrica del Nord, Àfrica i Melanèsia.

## Llista d'espècies
Segons The World Spider Catalog 12.0:
- Hypomma affine Schenkel, 1930 – Rússia (nord-est de Siberia), Japó
- Hypomma bituberculatum (Wider, 1834) (Espècie tipus) – Europa, Turquia, Rússia, Kazakhstan, Kirguizstan, Xina
- Hypomma brevitibiale (Wunderlich, 1980) – Macedònia
- Hypomma clypeatum Roewer, 1942 – Guinea Equatorial (Bioko)
- Hypomma coalescera (Kritscher, 1966) – Nova Caledonia
- Hypomma cornutum (Blackwall, 1833) – Europa, Rússia Europea fins al sud de la Sibèria)
- Hypomma fulvum (Bösenberg, 1902) – Europa
- Hypomma marxi (Keyserling, 1886) – USA
- Hypomma nordlandicum Chamberlin & Ivie, 1947 – USA (Alaska)
- Hypomma subarcticum Chamberlin & Ivie, 1947 – USA (Alaska)